# 萧贤法
萧贤法（1914年—1981年），男，江西万安人，中华人民共和国政治人物，曾任国务院宗教事务局局长，中国人民对外友好协会副会长，第四届全国政协委员。